# إدوين هولت
إدوين هولت (بالإنجليزية: Edwin Holt)‏ هو عالم نفس أمريكي، ولد في 21 أغسطس 1873 في وينتشتر ‏ في الولايات المتحدة، وتوفي في 25 يناير 1946 في روكلاند في الولايات المتحدة.

## وصلات خارجية
- إدوين هولت على موقع الموسوعة البريطانية (الإنجليزية)